# Pseudopanurgus concinnus
Pseudopanurgus concinnus is een vliesvleugelig insect uit de familie Andrenidae. De wetenschappelijke naam van de soort is voor het eerst geldig gepubliceerd in 1894 door Fox.